# Sheldon Lee Glashow
Sheldon Lee Glashow (New York, 1932. december 5. –) Nobel-díjas amerikai fizikus. A Harvard Egyetem fizika osztályának professzora.
Steven Weinberggel és Abdus Salammal kidolgozták az  elektromágnességet és a gyenge kölcsönhatást egyesítő elektrogyenge elméletet, amelyért 1979-ben fizikai Nobel-díjat kaptak.